# Liste der Vizegouverneure von Alberta

Amtsflagge des Vizegouverneurs von Alberta

Diese Liste führt die Vizegouverneure (engl. lieutenant governors) der kanadischen Provinz Alberta seit der Gründung im Jahr 1905 auf. Zuvor war der Vizegouverneur der Nordwest-Territorien die Vertretung des Monarchen gewesen. Der Vizegouverneur vertritt den kanadischen Monarchen auf Provinzebene.
Seit Einführung des Alberta Order of Excellence im Jahr 1979 ist jeder Vizegouverneur während der Zeit seines Amtes Kanzler dieses Ordens.
| Vizegouverneur       | Amtszeit                             |
| -------------------- | ------------------------------------ |
| George Bulyea        | 1. September 1905 – 20. Oktober 1915 |
| Robert G. Brett      | 20. Oktober 1915 – 29. Oktober 1925  |
| William Egbert       | 29. Oktober 1925 – 5. Mai 1931       |
| William Legh Walsh   | 5. Mai 1931 – 1. Oktober 1936        |
| Philip Primrose      | 1. Oktober 1936 – 17. März 1937      |
| John Campbell Bowen  | 23. März 1937 – 1. Februar 1950      |
| John James Bowlen    | 1. Februar 1950 – 16. Dezember 1959  |
| John Percy Page      | 19. Dezember 1959 – 26. Januar 1966  |
| Grant MacEwan        | 26. Januar 1966 – 2. Juli 1974       |
| Ralph Steinhauer     | 2. Juli 1974 – 18. Oktober 1979      |
| Frank Lynch-Staunton | 18. Oktober 1979 – 22. Januar 1985   |
| Helen Hunley         | 22. Januar 1985 – 11. März 1991      |
| Gordon Towers        | 11. März 1991 – 17. April 1996       |
| Bud Olson            | 17. April 1996 – 10. Februar 2000    |
| Lois Hole            | 10. Februar 2000 – 6. Januar 2005    |
| Norman Kwong         | 20. Januar 2005 – 11. Mai 2010       |
| Donald Ethell        | 11. Mai 2010 – 12. Juni 2015         |
| Lois Mitchell        | 12. Juni 2015 – 30. Juni 2020        |
| Salma Lakhani        | 30. Juni 2020 – amtierend            |